# Serranía de La Lindosa
La serranía de La Lindosa est un massif de basses montagnes de l'Amazonie colombienne, situé dans le département de Guaviare.

## Géographie

### Situation, topographie

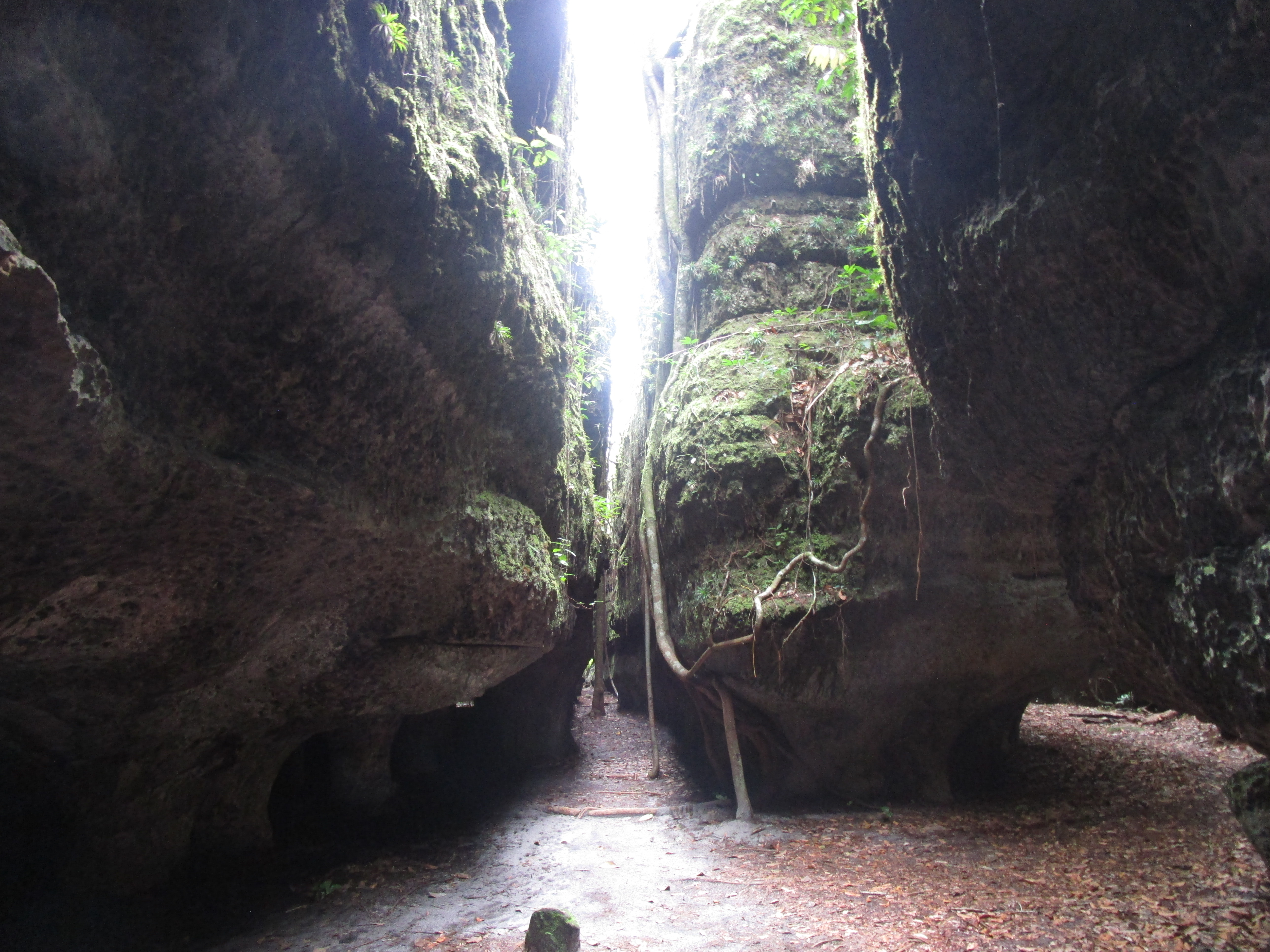
Formations rocheuses dans la serranía de La Lindosa.

La serranía de La Lindosa est un massif de basses montagnes située dans le département de Guaviare, en Colombie, entre la rivière Guaviare et la rivière Inírida, et entre l'Amazone et l'Orénoque. Elle couvre une superficie d'environ 12 000 hectares, avec des altitudes comprises entre 225 et 470 m.

### Climat
Un climat tropical humide règne dans la région. Les précipitations annuelles moyennes sont de 2 800 mm. La température annuelle moyenne dans la région est de 24 °C.

### Hydrographie
Les principaux cours d'eau présents dans ce massif sont : Caño La Lindosa, Agua Bonita, Caño Negro, Caño Yamú, La Maria, La Pizarra et Caño Dorado.

## Histoire
Le site préhistorique de la serranía de La Lindosa est un site d'art rupestre présentant des peintures rupestres datées d'environ 12 500 ans avant le présent.
En 1948, l'explorateur français Alain Gheerbrant est probablement l'un des premiers scientifiques à découvrir cette « falaise d’un blanc éclatant », sur laquelle « des animaux, des hommes et des singes rouges se chevauchaient en un palimpseste de danses immobiles ». Il envoie en Europe les premières photographies de ces peintures rupestres. Par la suite, il devint difficile d'accéder au site, la région de Guaviare étant devenue le fief des Forces armées révolutionnaires de Colombie, bien que quelques archéologues aient tenté d'y mener des études dans les années 1980-1990. Il fallut attendre les négociations de paix entre la guérilla et le gouvernement colombien pour pouvoir y retourner.

## Protection environnementale
En 1987, la réserve forestière nationale « La Lindosa - Angosturas II » a été constituée, dont les limites ont été précisées par la résolution 1239 du 5 juillet 2018 du ministère colombien de l’Environnement, et qui s'étend sur 28 224 hectares.
Depuis les accords de paix signés en 2016 et le départ des FARC, la déforestation s'est cependant fortement accrue en Amazonie colombienne, notamment dans le département de Guaviare avec 34 527 hectares disparus en 2018, ce qui était alors un record historique.